# Lewis County, West Virginia
Lewis County är ett county i västra delen av delstaten West Virginia i USA. Den administrativa huvudorten (county seat) är Weston. 

## Geografi
Enligt United States Census Bureau har countyt en total area på 1 009 km². 990 km² av den arean är land och 20 km² är vatten. 

### Angränsande countyn
- Harrison County - nord
- Upshur County - öst
- Webster County - syd
- Braxton County - sydväst
- Gilmer County - väst
- Doddridge County - nordväst

### Städer och samhällen
- Jane Lew
- Weston
- Alum Bridge